# Sequentie (scenarioterm)
Een sequentie is een verzameling van filmscènes, die weer een hoeveelheid shots groepeert. Shot, scène en sequentie zijn te vergelijken met achtereenvolgens een zin, een alinea en een hoofdstuk uit een boek.
De sequentie is een basiseenheid in de filmconstructie en bestaat uit één of meer scènes die een natuurlijke eenheid vormen of een verhaaleenheid. Een speelfilm met een duur van twee uur, telt gemiddeld 20 sequensen. In de Engelse filmwereld spreekt men bij een indeling van het treatment ook van een step outline.